# Roystonea borinquena
Roystonea borinquena е вид растение от семейство Палмови (Arecaceae).

## Разпространение
Видът е разпространен в Испания, Пуерто Рико и Вирджинските острови.